# Terpeny
Terpeny (izoprenoidy) – organiczne związki chemiczne o wzorze ogólnym (C5H8)n, których główny szkielet powstał w wyniku połączenia pięciowęglowych jednostek izoprenowych, dlatego liczba atomów węgla w cząsteczce terpenów jest podzielna przez pięć. Izoprenoidy zaliczane są w większości do lipidów.

## Nazwa
Nazwa terpeny wywodzi się od terpentyny. Terpentyna, będąca składnikiem żywic drzew iglastych, jest lepkim, przyjemnie pachnącym balsamem, wypływającym w miejscu rozcięcia lub zarysowania kory lub drewna. Terpentyna zawiera kwasy żywiczne i węglowodory, które są określane mianem terpenów. Jest przyjęte, że wszystkie związki organiczne zbudowane z podjednostek izoprenowych oraz pochodzące z roślin nazywane są terpenami.

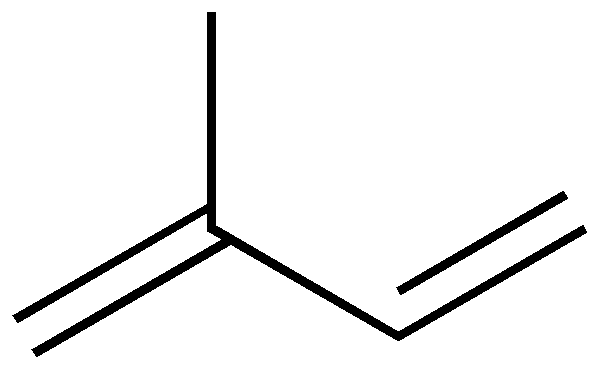
Struktura izoprenu

## Właściwości
Drewno drzew iglastych i balsamiczne, a także owoce cytrusowe, lawenda, mięta, fiołki i wiele więcej roślin i ich części zawierają terpeny, które nadają im przyjemny zapach, korzenny smak lub właściwości lecznicze. W celu pozyskania niektórych terpenów, np. kadzideł lub mirry z drzew balsamicznych, rośliny nacina się. Zwykle jednak terpeny są pozyskiwane metodą ekstrakcji lub destylacji z parą wodną. Ekstrakty i destylaty, znane jako olejki eteryczne, są stosowane w produkcji perfum, aromatów spożywczych i leków pochodzenia roślinnego.

Biologiczne i ekochemiczne funkcje terpenów nie zostały w pełni poznane. Wiele roślin wytwarza lotne terpeny w celu zwabienia określonych owadów zapylających lub odstraszenia szkodników. Mniej lotne, a bardziej gorzkie lub trujące terpeny mogą służyć roślinie jako ochrona przed roślinożercami. Terpeny mogą także pełnić u roślin rolę przekaźników i fitohormonów.

Wiele owadów metabolizuje terpeny, które pozyskują z pożywienia, by wytworzyć hormony i feromony.

## Występowanie
Znanych jest wiele tysięcy naturalnie występujących tego typu związków chemicznych. Niektóre z nich są zbudowane jedynie z jednostek izoprenowych, inne zawierają dodatkowe grupy funkcyjne, najczęściej hydroksylowe i ketonowe, niekiedy pierścienie heterocykliczne. Terpenoidami nazywamy ich utlenione pochodne alkohole, estry, aldehydy, ketony i epoksydy. Terpeny mogą tworzyć także glikozydoestry. Niekiedy struktura izoprenoidów jest zmodyfikowana do tego stopnia, że tylko znajomość przebiegu ich biosyntezy pozwala zaliczyć je do tej grupy. Są najliczniejszą grupą związków organicznych występujących powszechnie w całym świecie ożywionym. Występują jako składniki olejków eterycznych, żywic i saponin. Stosowane jako rozpuszczalniki oraz substancje zapachowe.
- Ze względu na budowę wyróżnia się:
  - terpeny łańcuchowe
  - terpeny pierścieniowe

- Ze względu na wielkość cząsteczek terpeny dzielą się na:
  - hemiterpeny, proste (C5) – zbudowane z jednej jednostki izoprenowej, np. izopren;
  - monoterpeny (C10) – zbudowane z 2 jednostek izoprenowych, np. menton, kamfora, kwas geraniowy, geranial, geraniol, mentol, tymol, p-cymen; α-pinen
  - seskwiterpeny (C15) – zbudowane z 3 jednostek izoprenowych, np. farnezen, farnezol, santonina, artemizyna;
  - diterpeny (C20) – zbudowane z 4 jednostek izoprenowych, np. fitol, taksol, forbol, witaminy A;
  - sestraterpeny (C25) – zbudowane z 5 jednostek izoprenowych, np. epiterpestacyna;
  - triterpeny (C30) – zbudowane z 6 jednostek izoprenowych, np. kwas oleanolowy, betulina, kwas glicyretynowy, kwas ursolowy;
  - tetraterpeny (C40) – zbudowane z 8 jednostek izoprenowych, np. fitoen, likopen, karoten, karotenoidy, ksantofile;
  - politerpeny (C5n), np. kauczuk, gutaperka.

Terpeny powstają w szlaku kwasu mewalonowego (jeden z ewolucyjnie najstarszych szlaków, który nie uległ zmianie do dzisiaj) lub w szlaku Rohmera. Szlak mewalonowy zachodzi w mikrosomach i cytoplazmie, natomiast szlak Rohmera w chloroplastach.
| Klasa                     | Grupa | Podgrupa                                                           | Przykład                          |
| ------------------------- | --- | ------------------------------------------------------------------ | --------------------------------- |
| A. Terpeny (C10H16)       | terpeny alifatyczne                                                                                        | a) alkohole terpenowe b) aldehydy terpenowe c) ketony terpenowe    | geraniol cytral                   |
| A. Terpeny (C10H16)       | terpeny jednopierścieniowe                                                                                 | a) węglowodory terpenowe b) alkohole terpenowe c) ketony terpenowe | limonen mentol karwon             |
| A. Terpeny (C10H16)       | terpeny dwupierścieniowe                                                                                   | a) grupa karanu b) grupa pinanu c) grupa kamfanu                   | karan pinen kamfora               |
| B. Seskwiterpeny (C15H24) | 1) terpeny alifatyczne 2) terpeny monopierścieniowe 3) terpeny dipierścieniowe 4) terpeny tripierścieniowe |                                                                    | farnezol bisabolen kadinen santen |
| C. Diterpeny (C20H32)     | |                                                                    | fitol                             |
| D. Triterpeny (C30H48)    | |                                                                    | skwalen                           |
| E. Tetraterpeny (C40H64)  | 1) węglowodry tetraterpenowe 2) alkohole tetraterpenowe 3) kwasy(lub estry) tetraterpenowe                 |                                                                    | karoten ksantofil norbiksyna      |
| F. Politerpeny (C5H8)n    | 1) kauczuk 2) gutaperka                                                                                    |                                                                    |                                   |